# 永池南津子
永池 南津子（ながいけ なつこ、1985年8月3日 - ）は、日本の女優、モデル。2024年末に愛企画を退所し、2025年からフリーで活動。

## 略歴・人物
- 成城大学卒業。
- CMやファッション雑誌などのモデルとして活動した後、2008年の『打撃天使ルリ』（テレビ朝日）出演以降は主に女優として活動。
- 趣味は読書（ファンタジー、ミステリー）、料理。

## 出演

### テレビドラマ
- 打撃天使ルリ（2008年7月25日 - 9月5日、テレビ朝日） - 本吉由香里 役
- 歌のおにいさん（2009年1月16日 - 3月13日、テレビ朝日） - 中村洋子 役
- 本音バナナ（2009年4月5日、フジテレビ） - リカ 役
- 水曜シアター9 温泉仲居 小泉あつ子の事件帳（2009年9月16日、テレビ東京） - 赤松英子 役
- 交渉人〜THE NEGOTIATOR〜 第2シリーズ（2009年10月22日 - 12月17日、テレビ朝日） - 佐山葵 役
- 松本清張ドラマスペシャル 山峡の章（2010年1月29日、フジテレビ） - 渚 役
- 横山秀夫サスペンス 誤報（2010年3月21日、WOWOW） - 由香 役
- 産学協同ドラマ 風に向って走れ!〜芸大女子駅伝部〜（2010年5月9日 - 30日、大阪芸術大学 / 朝日放送） - 高見里南津子 役
- ハンチョウ〜神南署安積班〜 シリーズ3 第3話（2010年7月19日、TBS） - 寺田千夏 役
- グッドライフ〜ありがとう、パパ。さよなら〜（2011年4月19日 - 6月28日、関西テレビ） - 足立優香 役
- 警部補・杉山真太郎〜吉祥寺署事件ファイル（2015年1月12日 - 3月23日、TBS） - 澤みどり 役
- プラチナエイジ（2015年3月30日 - 5月29日、東海テレビ） - 浅尾未来 役
- 37.5℃の涙（2015年7月9日 - 9月17日、TBS） - 今井加奈子 役
- 月曜ゴールデン SP 八剱貴志（2015年8月31日、TBS） - 伊達明日香 役
- 金曜プレミアム 警部補・佐々木丈太郎8（2016年2月26日、フジテレビ） - 有沢唯 役
- 仮面ライダーエグゼイド 第2話（2016年10月9日、テレビ朝日） - 豪田麻美 役
- 水曜ミステリー9 警視庁特命刑事☆二人2〜新宿・荒木町コールドケース〜（2017年1月25日、テレビ東京） - 笠井佳子 役
- CRISIS_公安機動捜査隊特捜班（2017年4月11日、関西テレビ） - バーの女客 役
- 孤独のグルメ Season6 第12話 （2017年7月1日、テレビ東京） - マスター・妻 役
- やすらぎの刻〜道 第8・12・59話（2019年4月17日・4月23日・6月27日、テレビ朝日） - 西条さゆり 役
- 日曜プライム 「法医学教室の事件ファイル46、47」（2019年6月23日、2020年5月24日） ‐ 鶴田茜 役
- ウルトラマンタイガ  第20話（2019年） - 元宮サチコ
- 部長と社畜の恋はもどかしい（2022年1月6日 - 3月24日、テレビ東京） - 山崎麻衣子 役[1]
- いつか、ヒーロー 第4話（2025年5月4日、朝日放送テレビ・テレビ朝日） - 静香 役

### Webドラマ
- ANAショートムービー 「空の話」（2012年、全6話+特別篇、ANA）
- 東京書店商業組合 YouTube 「本を贈る」（2022年、全9話、東京の本屋さん　～街に本屋があるということ～）

### 映画
- 交渉人 THE MOVIE タイムリミット高度10,000mの頭脳戦（2010年2月11日、東映） - 佐山葵 役
- らもトリップ 「微笑と唇のように結ばれて」（2012年2月25日、東京芸術大学） - マリカ 役
- R100（2013年10月5日、ワーナー・ブラザース映画）
- ジャッジ!（2014年1月11日、松竹）
- 好きっていいなよ。（2014年7月12日、松竹） - 雑誌編集者 役
- MIRRORLIAR FILMS plus『ハレの夜』（2021年10月15日、and pictures）

### 舞台
- つばき、時跳び（2010年8月11日 - 29日、明治座） - 柳井千鶴 役
- 広島に原爆を落とす日（2016年1月28日 - 31日、東京芸術劇場 シアターウエスト / 2016年5月21日・22日、近鉄アート館） - 重宗夏枝 役

### バラエティ
- ビジネスクリック（2009年4月6日 - 10月5日、TBS） - ナビゲーター（月曜日担当）
- 私的チャイナビ（2009年6月6日 - 27日、TBS） - ナビゲーター（北京担当）

### CM
- JTB 夏休みキャンペーン トクトクJTB（2005年）
- NTT docomo / BS-i「San Angeles 天使の棲む街」（2006年） - CMドラマ
- 日本コカ・コーラ（2007年8月）
- 台湾オルビス（2008年）
- ロッテ 飲み友（2009年11月）
- Noz パフュームシャンプー（2011年1月）
- サントリー BOSS 贅沢微糖（2011年8月）
- 日本ケンタッキー・フライド・チキン sogood（2013年6月）
- アクサダイレクト生命保険 ウェブホ（2013年7月）
- Johnson & Johnson ジョンソン ボディケア（2013年9月）[2]
- Google Nexus 7（2013年9月）
- ネスレ日本 NESCAFÉ レギュラーソリュブルコーヒー（2013年12月）
- みんなのウェディング（2015年2月）

### ポスター・カタログ
- 厚生労働省
- 八十二銀行
- 丸井
- au
- 青山商事
- ペンタックス
- オルビス